# Melanoplus morsei
Melanoplus morsei är en insektsart som beskrevs av Willis Blatchley 1903. Melanoplus morsei ingår i släktet Melanoplus och familjen gräshoppor. Inga underarter finns listade i Catalogue of Life.